# Алтавила (Терамо)
Алтавила (итал. Altavilla) је насеље у Италији у округу Терамо, региону Абруцо.
Према процени из 2011. у насељу је живело 70 становника. Насеље се налази на надморској висини од 650 м.